# Daniel Rosenboom
Daniel Aaron Rosenboom (* 7. Mai 1982 in Oakland) ist ein amerikanischer Jazzmusiker des Modern Creative (Trompete, Komposition) und Musikproduzent.

## Leben und Wirken
Rosenboom, der Sohn des Komponisten David Rosenboom, lernte ab dem fünften Lebensjahr Klavier. Von seinem Vater erhielt er dessen alte Trompete. Diese wurde sein Hauptinstrument. Zunächst erhielt er eine klassische Ausbildung.
Er leitet sein Daniel Rosenboom Quintet sowie das Projekt Burning Ghosts und die Balkanband PLOTZ! sowie das Modern Brass Quintet. Unter eigenem Namen sind seit dem Debütalbum 2006 acht Alben erschienen, zuletzt Book of Storms (2015) sowie mit PLOTZ! drei Alben erschienen. Mit der Gruppe DR. MiNT legte er vier Alben vor. Er arbeitete mit den Grande Mothers of Invention, im klassischen Bereich mit John Adams, Esa-Pekka Salonen, Thomas Adès, Anne LeBaron und Nick Didkovsky. Er war mehrfach mit dem Popsänger Josh Groban auf Tournee. Weiterhin ist er auf Alben von Vinny Golia, Anthony Wilson, Harris Eisenstadt,  Rade Šerbedžija/Miroslav Tadić, Irmin Schmidt, Kubilay Üner, dem Jon Armstrong Jazz Orchestra, Jose Gurria-Cardenas' Gurrisonic Orchestra, Trevor Anderies, Dorian Wood, RootSystem, Geoff Gallegos' NineNet, Killsonic, Got Monk?, Orkestar Mézé und der Industrial Jazz Group zu hören. Er wurde auf dem Monterey Jazz Festival, Angel City, dem Internationalen Jazzfestival Saalfelden und dem North Sea Jazz Festival präsentiert. 
Rosenboom hat zahlreiche Kompositionsaufträge und -stipendien erhalten. Er ist daneben als Studiomusiker in Hollywood tätig und als solcher an der Filmmusik zahlreicher Filme wie Star Wars VII: The Force Awakens, X-Men: Apocalypse, The Good Dinosaur, Goosebumps, Godzilla, Spider-Man 2, X-Men: Days of Future Past, A Million Ways to Die in the West oder Big Hero 6 beteiligt.